# Déficit en transporteur de glucose de type 1
Le déficit en transporteur de glucose de type 1 (GLUT1) - parfois appelé maladie de De Vivo (du nom du chercheur Darryl De Vivo) - est une maladie génétique récemment individualisée se manifestant chez un nouveau-né, issu d'une grossesse sans particularité et d'un poids normal, par des crises d'épilepsies infantiles résistantes au traitement anti-convulsivant. La maladie apparaît entre un et quatre mois de vie précédant un ralentissement de la croissance du périmètre crânien, d'un retard développement moteur, d'une spasticité et de manifestations neurologiques paroxysmiques.
Des épisodes apnéiques et des mouvements oculaires anormaux précédent parfois l'apparition des convulsions. Les crises d'épilepsie sont de tous types : généralisée, tonique, clonique, atonique. La fréquence de ces crises varie selon les enfants atteints. Le retard mental est très variable.

## Diagnostic
Le diagnostic se fait par l'association d'un taux bas de glucose sanguin avec un taux bas de glucose dans le liquide cérébrospinal.
La maladie est rare, mais est traitable.

## Sources
- (en) Dong Wang, Juan M Pascual, Darryl De Vivo, Glucose Transporter Type 1 Deficiency Syndrome In GeneTests: Medical Genetics Information Resource (database online). Copyright, University of Washington, Seattle. 1993-2005